# 헨리 모건소
헨리 모건소 시니어(Henry Morgenthau, Sr., 1856년 4월 26일 ~ 1946년 11월 25일)는 미국의 변호사, 외교관으로 제1차 세계 대전 동안 오스만 제국 주재 미국 대사로 가장 유명하였다. 그는 정치인 헨리 모건소 주니어의 부친이자 35년 동안 맨해튼 지방 검사를 지낸 로버트 M. 모건소와 역사가 바바라 터크먼의 조부이다. 오스만 제국 주재 대사로서 모건소는 아르메니아인 집단학살에 대항하는 연설을 하는 데 가장 현저한 미국인으로서 증명되었다.

## 어린 시절
바덴 대공국 만하임의 아슈케나즈 유대인 집안에서 11명의 생존한 자식들 중 9번째로 태어났다. 그는 라자루스 모르겐타우와 바데테 구겐하임의 아들이다. 그의 부친은 만하임, 로르슈와 헤펜하임에 공장들을 둔 매우 성공적인 엽궐련 제조인으로 1,000명 만큼 많은 사람들을 고용하였다 (당시 만하임은 21,000명의 인구를 가졌다). 독일이 영구히 미국으로 담배 수출을 폐업한 1862년 수입에 담배 관세의 이유로 미국 남북 전쟁이 일어나는 동안 엄격한 재정적 실패를 겪은 모건소 가족은 1866년 뉴욕으로 이민을 떠났다. 거기서 숙고적인 자금의 밑천에 불구하고 그의 부친은 다양한 발명들의 자신의 개발과 매매, 그리고 다른 기업들에 자신의 투자들이 실패하면서 비지니스에서 자신을 재설립하는 데 비성공적이었다. 하지만 헨리는 뉴욕 시립 대학교에서 수학하여 문학사를 취득하고, 컬럼비아 법학대학원을 졸업하였다. 그는 변호사로서 자신의 경력을 시작하였으나 부동산 투자들에서 본질적인 번창을 이루었다. 1882년 그는 조제핀 사이크스와 결혼하여 4명의 자식들 - 헬렌, 앨마, 헨리 주니어와 루스를 두었다. 모건소는 변호사로서 성공적인 경력을 쌓았고, 뉴욕에서 개혁 유대교 공동체의 지도자를 지냈다.

### 민주당의 정치인
모건소의 경력은 1912년 우드로 윌슨 대통령의 선거 운동으로 훌륭하게 공헌하는 데 힘을 그에게 부여하였다. 그는 자유 시나고그 사회의 창립 40주년을 축하벌이는 만찬에서 윌슨을 1911년 처음 만났으며 둘은 공채로 보증된 것으로 보이며 모건소의 정치 경력에서 전환기로 특정을 지었다. 자신이 윌슨의 선거 운동 재정적 위원회의 의장직을 얻지 못했어도 모건소는 오스만 제국 주재 대사의 직위가 제공되었다. 그는 내각 구성원의 직위를 희망하기도 하였으나 성공적이지 못하였다.

## 오스만 제국 주재 대사
초기 윌슨의 성원자로서 모건소는 자신이 내각 수준의 직위로 임명될 것을 취하였으나 새 대통령은 다른 계획들을 가졌고, 자신 전에 다른 현저한 유대계 미국인들 오스카 스트라우스와 솔로몬 허시 같이 오스만 제국 주재 대사로서 직을 얻었다. 무슬림 튀르키예인들과 기독교인 미국인들 사이에 다리를 대표했던 유대인들에 관한 윌슨의 가설이 모건소를 괴롭히고, 응답에서 윌슨은 "이스탄불에 있는 터키 정부는 팔레스타인의 유대인의 복지에 유대계 미국인들의 이익이 전념된 요점이었고, 그 직위에 내가 유대인을 가진 거의 없어서는 안 되는 것이다."라며 그를 보증하였다. 자신이 시온주의가 아니었어도 그는 자신의 같은 종교의 신자의 상태에 관하여 열렬히 관심을 가졌다. 모건소는 시초적으로 직위를 거절하였으나 유럽과 성지로 여행에 이어, 그리고 자신의 친시온주의자 친구 랍비 스티븐 와이즈의 격려와 함께 자신의 결정을 재숙고하고 윌슨의 제공을 받아들였다. 그는 1913년 오스만 주재 대사로서 임명되어 1916년까지 이 직위를 지냈다.
대부분 기독교 선교사들과 유대인들이었던 미국 시민들의 안전이 그의 일찍이 대사직에 오스만 제국에서 주요 근심거리였어도 모건소는 자신이 가장 선취된 하나의 논점이 아르메니아에 관한 의문이었다고 진술하였다. 전쟁이 터진 후에 미국은 적대 행위들의 이유로 자신들이 외교적 파견들을 철수시킨 이래 콘스탄티노폴리스에서 미국 대사관과 연장에 의하여 모건소가 추가적으로 연합국의 이익들을 대표할 수 있도록 중립을 지켰다. 오스만 제국의 권리들이 1914년 ~ 15년의 아르메니아인 집단학살 절멸 운동을 시작하면서 제국의 다른 부분들에서 거주한 영사들이 학살을 상세히 보도하였다. 축척된 증거들과 향한 모건소는 공식적으로 오스만 제국 정부의 활동들을 미국 정부에 알렸고, 그 일에 중재하는 데 의문하였다.
끄집어지는 것을 원하지 않은 미국 정부는 당시 분쟁에 중립을 지키고 약간의 공식적 반응을 발언하였다. 모건소는 아르메니아인들의 처지를 완화하는 도움을 주는 데 오스만 제국의 지도자들과 높은 수준의 회담들을 개최하였으나 그의 항의는 포기되고 무시를 당하였다. 그는 유명하게 오스만 제국의 내무장관 탈라트 파샤를 설유하여 "우리의 국민들은 이 학살을 전혀 잊지 않을 것입니다."라고 진술하였다. 학살이 지속되면서 모건소와 다른 미국인들은 아르메니아인들을 보조할 "아르메니아 잔학 위원회" (후에 근동 구제)를 형성하기로 결정하여 오늘날 1 조 달러에 동등한 원조에 1억 1천만 달러를 모금하였다. 뉴욕 타임스의 발행인 아돌프 오크스와 자신의 우정을 통하여 그는 또한 1915년 홀로 145개의 기사들과 함께 현저한 취재 범위를 받는 데 학살이 지속되어야 한다고 보증하였다. 그의 저서 〈국가의 살인〉에서 결정으로 돌아가보면 모건소는 자신이 "터키를 공포의 장소로서 보는 데 왔다. 난 나의 수단들의 끝에 도달하였다. 난 남성들과 나의 더욱 나가서 하루의 협력을 참을 수 없는 것으로 찾았지만 100만 명에 가까운 인간들의 피를 뿜는 아직도 품위있고 융통성있는 이들이다."라고 썼다. 오스만 제국의 지도자들과 자신의 대화들과 아르메니아인 집단학살의 자신의 보고는 후에 1918년 〈모건소 대사의 이야기〉의 타이틀 아래 출판되었다.
2백만 명의 아시리아인, 그리스인과 아르메니아인들이 이미 멸망하면서 아시리아인들은 국외 추방과 대량 학살의 같은 방법들로 복종되었다. 1917년 6월 펠릭스 프랭크퍼터는 전쟁의 수고에서 동맹국을 포기하는 데 터키를 설득시키는 비밀적 임무에 그를 동행하였고, 임무가 "팔레스타인에서 유대인 공동체들의 상태를 개선하는 데 목적이었다"고 진술하였다.

## 양대전 사이
전쟁에 이어 팔레스타인에서 유대인 교향을 성원하고 그 개념을 반대하는 단체들에 의하여 다가오는 파리 강화회담을 위하여 유대인 공동체 안에서 많은 흥미와 준비가 있었다. 1919년 3월 윌슨 대통령이 강화회담을 위하여 떠나면서 모건소는 미국의 의원 줄리어스 칸에 의하여 대표된 반시온운동 청원을 서명하는 데 31명의 현저한 유대계 미국인들 중에 있었으며, 그와 많은 다른 현저한 유대인 대표들이 회담에 참석하였다. 모건소는 동유럽과 중동을 중요시하는 조언자를 지냈고, 후에 중동을 위한 구제 위원회, 그리스 난민 정착 위원회와 미국 적십자사를 포함한 전쟁에 관련한 자선 단체들과 함께 일하였다. 1919년 그는 미국 정부에게 모건소 리포트에서 결과를 가져온 폴란드로 진상 조사 임무를 넘겼다. 1933년 그는 제네바 회담에서 미국 대표였다.
1946년 11월 25일 뇌출혈에 이어 90세의 나이로 뉴욕에서 사망하였고, 뉴욕주 호손에 안장되었다. 그의 아들 헨리 모건소 주니어는 재무 장관이었다. 그의 딸 앨마 와트하임은 역사가 바버라 터크먼의 모친이었다.

## 저작물
그는 여러 책을 냈으며 미국 의회도서관에는 그의 자필과 원고 등 30,000여 개의 문서를 보관하고 있다.
- The Murder of a Nation (1916)
- Ambassador Morgenthau's Story (1918) : 콘스탄티노플에서 재직 당시 기록을 담은 책으로 현재에도 원서를 구할 수 있다.
- The Secrets of the Bosphorus (1918)
- The Morgenthau Report (1919) : 유대인에 대한 잘못된 처우에 대해 서술한 저서이다.
- I was sent to Athens (1929) : 학살과 전쟁으로 피폐해진 그리스인을 목격한 이야기를 다뤘다.